# هنري إي. تورنر (سياسي)
هنري إي. تورنر (بالإنجليزية: Henry E. Turner)‏ هو محامي وقاضي وسياسي أمريكي، ولد في 1 أبريل 1832، وتوفي في 6 فبراير 1911. حزبياً، نشط في الحزب الجمهوري. وقد انتخب عضو مجلس ولاية نيويورك.